# Praporščik
Praporščik (russo: прапорщик, dallo slavo ecclesiastico прапоръ: "portabandiera") è un grado militare di alcune delle forze armate di paesi di lingua slava.

## Impero russo
Nell'Impero russo il grado venne istituito nell'Esercito Imperiale nel 1649 da un ukaz dello zar Alessio I per identificare i portabandiera, giovani ufficiali che in combattimento erano responsabili del trasporto e dell'integrità della bandiera di guerra del proprio reggimento (прапора, prápora). 
Il grado venne inizialmente istituito per i nuovi reggimenti degli Strel'cy. Nella tavola dei ranghi della Russia Imperiale, introdotta da Pietro il Grande il 13 gennaio 1722 il grado di portabandiera era il più basso degli ufficiali di fanteria e di cavalleria. 
Precedentemente al 1730 il grado equivalente era denominato fendrik, che era un calco dal tedesco Fähnrich, che derivava a sua volta dalla parola Fahne, "bandiera" in tedesco. 
Il grado militare di "praporščik" nella fanteria dell'esercito russo, corrispondeva, nel periodo dal 1712 al 1796, al grado di Štyk-junker (russo: штык-ю́нкер; letteralmente cadetto con baionetta) dell'artiglieria.
Nel 1811 il grado venne istituito anche per i reggimenti di artiglieria. Nel 1884 il grado più basso tra gli ufficiali diplomati delle scuole militari era quello di podporučik e Kornet nell'arma di cavalleria; tuttavia a partire da tale anno, venne deciso che il grado di praporščik fosse impiegato solamente in tempo di guerra e inoltre, il grado di praporščik veniva assegnato ai gradi inferiori promossi a ufficiale per distinzione militare. 
Nella Marina imperiale russa per i servizi a terra e presso l'ammiragliato e per la fanteria di marina il grado corrispondente era praporščik po admiraltejstvu (cirillico: Прапорщик по адмиралтейству). 
In seguito alla rivoluzione russa del 1917 il grado venne abolito nell'Armata Rossa dai bolscevichi e rimase in vigore nell'Armata Bianca di Kolčak fino alla sua dissoluzione nel 1923.

Il grado venne abolito nel 1917 in seguito alla rivoluzione russa nell'Armata Rossa dai bolscevichi e rimase in vigore nell'Armata Bianca di Kolčak fino alla sua dissoluzione nel 1923, con la conclusione della guerra civile russa.
| Sequenza dei gradi nell'Esercito imperiale russo (1891-1912) |                                                                                 |                                                           |                                                                            |            |                  |
|                                                              | grado inferiore:                                                                | grado inferiore:                                          | grado inferiore:                                                           | Praporščik | grado superiore: |
| - Fel'dfebel' - Vachmistr                                    | - Podpraporščik - Estandart-junker (cavalleria) - Podchorunžij (Kаzаč'e Vojsko) | - Zaurjad-praporščik - Zaurjad-chorunžij (Kаzаč'e Vojsko) | - Podporučik (fanteria) - Коrnет (cavalleria) - Chorunžij (Kаzаč'e Vojsko) | Praporščik |                  |

## Unione Sovietica
Nell'Unione Sovietica, seguendo la tradizione dell'esercito imperiale russo il grado di praporščik venne reintrodotto nell'Esercito, insieme al grado di mičman (russo: Мичман) nella Marina il 1º gennaio 1972 in seguito al decreto del Praesidium del Soviet Supremo dell'Unione Sovietica del 18 novembre 1971 come il più alto grado tra i sottufficiali di carriera, paragonabile al ruolo marescialli delle forze armate italiane, o, secondo una diversa interpretazione dei gradi, come grado intermedio tra i sottufficiali e gli ufficiali subalterni, paragonabile ai warrant officers delle forze armate americane o a quella italiana ad esaurimento del Corpo unico degli specialisti della Marina Militare (precedentemente noto come Ruolo degli ufficiali del Corpo equipaggi militari marittimi), e del Ruolo unico degli specialisti dell'Aeronautica Militare. Per potere conseguire la nomina a tale grado, il cui obbligo contrattuale era di una permanenza di cinque o dieci anni nell'esercito, prorogabili in periodi di tre anni, gli aspiranti dovevano superare gli studi pertinenti nelle scuole di praporščik e mičman del ministero dell'educazione sovietico. I praporščik venivano utilizzati sia in compiti amministrativi, sia in compiti operativi, come componenti degli equipaggi dei veicoli di combattimento. Diversamente dagli staršiná e dei sergenti, che generalmente erano giovani, i praporščik e i mičman erano veterani che accumulavano esperienza nel loro grado senza progressione di carriera. Nel 1981 vennero anche istituiti i gradi di staršij praporščik e staršij mičman riservato a coloro che avevano maturato la loro anzianità di servizio nel grado di praporščik o mičman.

### Controspalline di Praporščik s Staršij praporščik URSS (1971—1991) e Federazione Russa (1991—1994)
|                   | Fanteria motorizzata Fanteria    | Fanteria motorizzata Fanteria                    | Genio militare тruppe corazzate, Artiglieria, forze missilistiche strategiche | Genio militare тruppe corazzate, Artiglieria, forze missilistiche strategiche | Aeronautica militare Truppe aviotrasportate | Aeronautica militare Truppe aviotrasportate      | FSIN MČS Policija               | FSIN MČS Policija                               | Truppe interne MVD              | Truppe interne MVD                              |
| dal 1971 dal 1991 |                                  |                                                  |                                                                               |                                                                               |                                             |                                                  |                                 |                                                 |                                 |                                                 |
|                   | Praporščik Прапорщик (1971—1994) | Staršij praporščik Старший прапорщик (1981—1994) | Praporščik Прапорщик (1971—1994)                                              | Staršij praporščik Старший прапорщик (1981—1994)                              | Praporščik Прапорщик (1971—1994)            | Staršij praporščik Старший прапорщик (1981—1994) | Praporščik Прапорщик (2013 ⇒ …) | Staršij praporščik Старший прапорщик (2013 ⇒ …) | Praporščik Прапорщик (2013 ⇒ …) | Staršij praporščik Старший прапорщик (2013 ⇒ …) |

## Federazione russa

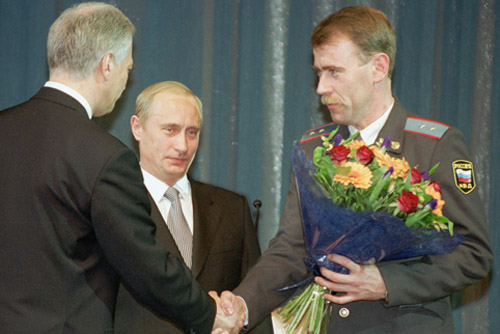
Praporščik decorato con l'Ordine del coraggio dal Presidente della Federazione Russa Vladimir Putin

Dopo la dissoluzione dell'Unione Sovietica, il grado venne ereditato dalle forze armate della federazione russa e negli eserciti degli stati ex-sovietici.
I gradi di Praporščik Staršij praporščik, così come i corrispondenti gradi della Marina russa di Mičman e Staršij mičman rappresentano una categoria separata di personale militare. In termini di posizione ufficiale, doveri e diritti, occupano un posto vicino agli ufficiali subalterni, sono i loro più stretti assistenti e superiori per i soldati (marinai) e per i sergenti (Staršiná) della stessa unità militare o della stessa imbarcazione.
| Gradi militari della Federazione Russa |            |                                     |
| grado inferiore: Staršiná              | Praporščik | grado superiore: Staršij praporščik |

### Controspalline per Praporščik e Staršij praporščik delle Forze Armate e delle autorità esecutive federali della Federazione Russa dal 1994
|                    | Uniforme ordinaria    | Uniforme ordinaria                             | Uniforme ordinaria                             | Uniforme ordinaria                   | Uniforme ordinaria    | Uniforme ordinaria | Uniforme campale | Uniforme campale                     |
| Suchoputnye vojska | Suchoputnye vojska    | Аviacija suchoputnych vojsk VKS RF, КV, VDV RF | Аviacija suchoputnych vojsk VKS RF, КV, VDV RF | VVS RF                               | VVS RF                | SV, VDV RF, RVSN, VKS RF, КV, VVКО, МP Beregovye Voiska, VVS i PVO VМF, VV МVD RF (Rosgvrdija), Medičinskaja slyžba gradi dell'autorità esecutiva federale in cui viene assegnato tale grado | SV, VDV RF, RVSN, VKS RF, КV, VVКО, МP Beregovye Voiska, VVS i PVO VМF, VV МVD RF (Rosgvrdija), Medičinskaja slyžba gradi dell'autorità esecutiva federale in cui viene assegnato tale grado |                                      |
| 1994−2010          | (cucita e rimovibile) | (cucita e rimovibile)                          | (cucita e rimovibile)                          | (cucita e rimovibile)                | (cucita e rimovibile) | (cucita e rimovibile) | (rimovibile) | (rimovibile)                         |
| ------------------ | --------------------- | ---------------------------------------------- | ---------------------------------------------- | ------------------------------------ | --------------------- | --- | --- | ------------------------------------ |
| 1994−2010          |                       |                                                |                                                |                                      |                       | | |                                      |
| 1994−2010          | Praporščik Прапорщик  | Staršij praporščik Старший прапорщик           | Praporščik Прапорщик                           | Staršij praporščik Старший прапорщик | Praporščik Прапорщик  | Staršij praporščik Старший прапорщик | Praporščik Прапорщик | Staršij praporščik Старший прапорщик |
| dal 2010           | (cucita)              | (cucita)                                       | (cucita)                                       | (cucita)                             | (cucita)              | (cucita) | (tubolare) | (tubolare)                           |
| dal 2010           |                       |                                                |                                                |                                      |                       | | |                                      |
| dal 2010           | Praporščik Прапорщик  | Staršij praporščik Старший прапорщик           | Praporščik Прапорщик                           | Staršij praporščik Старший прапорщик | Praporščik Прапорщик  | Staršij praporščik Старший прапорщик | Praporščik Прапорщик | Staršij praporščik Старший прапорщик |

## Il grado negli altri paesi
Nelle forze armate dei seguenti paesi sia il nome del grado sia la loro collocazione nella gerarchia dei gradi è molto simile:
- Bielorussia Прапаршчык (Praparščyk)
- Rep. Ceca Praporčík
- Georgia პრაპორშჩიკი
- Kazakistan Прапорщик (Praporščik)
- Lituania Praporščikas
- Slovacchia Práporčík
- Slovenia Praporščak
- Ucraina Прапорщик (Praporščyk). Nel 2016, a seguito della riforma delle forze armate, questo grado è stato sostituito dal grado di Штаб-сержан (Štab-seržant)[4].

Alcuni paesi appartenenti al Patto di Varsavia o al mondo socialista avevano lo stesso grado allo stesso livello gerarchico, ma con una diversa denominazione. Su raccomandazione dell'Unione Sovietica questo grado venne istituito nelle forze armate nella maggior parte dei paesi del Patto di Varsavia. Tuttavia questi paesi hanno seguito questo approccio con designazioni di grado differenti dalla designazione del grado russo di Praporščik, utilizzando designazioni di grado storico al fine di sottolineare le tradizioni nazionali.
- Azerbaigian Gizir
- Germania Est Fähnrich
- Polonia Chorąży
- Serbia Заставник (Zastavnik)
- Ungheria Zászlós